# 藤原隆祐
藤原 隆祐（ふじわら の たかすけ）は、鎌倉時代前期から中期にかけての貴族・歌人。藤原北家良門流、従二位・藤原家隆の子。官位は従四位下・侍従。歌人として将来を嘱目されたが、宮廷歌壇では恵まれずに大成しなかった。

## 経歴
後鳥羽院の歌壇で活躍し、正治2年（1200年）より歌合に参加。『遠島御歌合』では父・家隆や姉妹の土御門院小宰相と共に詠進した。承久の乱後は九条家歌壇に接近して本格的に歌壇で活動し始めると共に、隠岐国の後鳥羽院にも親近した。建長3年（1251年）の『影供歌合』までの活動が見られるが、没年は不明。
官歴は定かではなく、正治2年（1200年）には既に侍従になっていたが、その後は恵まれずこれを極官とした。寛喜4年（1232年）の『石清水若宮歌合』には従五位上・侍従として参加しているが、最終的に従四位下に至った。また、建長2年（1250年）には前侍従と記されており、これまでに辞職したらしい。
藤原定家にその歌風を賞賛されたが、定家が撰した『新勅撰和歌集』の採録は2首のみで、晩年は歌人として不遇であった。ただし、新勅撰集を含んだ勅撰和歌集に計41首が入集している。家集に『隆祐朝臣集』があった。

## 系譜
- 父：藤原家隆
- 母：藤原雅隆の娘
- 妻：津守経国の娘
- 生母不明の子女
  - 男子：藤原俊隆（?-?）